# Kavir nationalpark
Kavir nationalpark är ett naturskyddsområde i Iran som ligger cirka 120 km söder om Teheran. Den har även status som biosfärområde och är ungefär 440 000 hektar stor.
Parken är huvudsakligen ett ökenområde och landskapet är platt eller något bergigt. Vissa delar klassificeras som torr stäpp. I området lever många nomadiserande betesdjur och dessutom förekommer i mindre mått jordbruk och hantverk.
Typiska växter i parken tillhör malörtssläktet, vedelsläktet, släktet Zygophyllum, släktet Aristida, släktet Alhagi, saltörtsläktet eller släktet tamarisker.